# Eira Thelander
Eira Axèlina Thelander, född 2 september 1908 i Stockholm, död där 31 januari 1978, var en svensk målare och tecknare.
Thelander var dotter till A. Thelander och Emilia Högfeldt och från 1954 gift med Axel Wallert. Hon studerade vid Tekniska skolan 1923–1925, Blombergs målarskola 1926 och Kungliga konsthögskolan 1926–1932 samt genomförde självstudier under resor till Frankrike, Schweiz och Spanien. Separat ställde hon bland annat ut i Uppsala och i Operans foajé i Stockholm samt på Louis Hahnes konsthandel och Galleri S:t Nikolaus i Stockholm. Tillsammans med Björn Hallström ställde hon ut på Olsens konstsalong i Göteborg 1942 och tillsammans med Celina Runeborg i Katrineholm, samt tillsammans med Karl Örbo och Armand Rossander i Ljusdal. Hon medverkade ett flertal gånger i Sveriges allmänna konstförenings salonger i Stockholm 1928–1950. För Röda korsets monter vid Stockholmsutställningen 1930 skapade hon en dekorativ fris. Bland hennes offentliga arbeten märks en dekorativ väggkarta i Stockholms stadshus. Hennes konst består av kvinnoporträtt, interiörer och landskapsskildringar. Thelander är representerad vid Svenska sjömanshemmet i London.